# Contea di Tehama
La contea di Tehama (in inglese Tehama County) è una contea della California settentrionale, negli Stati Uniti d'America, tagliata in due dal fiume Sacramento. Nel 2010 aveva 63.463 abitanti. Il capoluogo è Red Bluff.

## Geografia fisica
Secondo lo U.S. Census Bureau, la contea ha un'area totale di 7.672 km² (2.962 mi²). Di questa, 7.643 km² (2.951 mi²) sono occupati dalla terraferma e 29 km² (11 mi², lo 0,38%) da acqua. La contea si trova nel centro-nord dello Stato. Il fiume Sacramento la attraversa dividendola in due da nord a sud; il territorio della contea rientra nella parte nord della valle del Sacramento. Nella parte orientale si estende la Sierra Nevada e poi il terreno si abbassa verso il centro nella valle del Sacramento. Il punto più alto è il monte Tehama, che si trova nella catena delle Cascate. La contea ospita diversi parchi e aree protetti, tra cui parte del parco nazionale vulcanico di Lassen.

### Contee confinanti
- Contea di Shasta - nord
- Contea di Plumas - nord-est
- Contea di Butte - sud-est
- Contea di Glenn - sud
- Contea di Mendocino - sud-ovest
- Contea di Trinity - ovest

## Storia
La contea fu costituita accorpando parti delle contee di Butte, Colusa e Shasta nel 1856, e prese il nome dalla città di Tehama. Tra le possibili radici proposte, c'è la parola araba tehama ("caldi bassipiani"), la parola messicana tejamanil ("ghiaia") o il termine per "acqua alta" nel dialetto dei locali nativi americani.

## Comuni
Nella contea si trovano tre city incorporate, Corning, Red Bluff (il capoluogo) e Tehama.

### Census-designated places
- Bend
- Dales
- Flournoy
- Gerber
- Lake California
- Las Flores
- Los Molinos
- Manton
- Mineral
- Paskenta
- Paynes Creek
- Proberta
- Rancho Tehama Reserve
- Richfield
- Vina